# Polisportiva Dinamo 2019-2020
Questa voce raccoglie le informazioni riguardanti la Polisportiva Dinamo nelle competizioni ufficiali della stagione 2019-2020.

## Stagione
La stagione 2019-2020 della Polisportiva Dinamo sponsorizzata Banco di Sardegna, è la 10ª nel massimo campionato italiano di pallacanestro, la Serie A. Oltre al campionato i biancoblù disputano grazie al secondo posto nella precedente stagione anche la Supercoppa Italiana e la Champions League, la massima competizione europea sotto l'egida FIBA.
Per quanto riguarda il roster, dopo l'ottimo campionato conclusosi con la finale persa e la vittoria in FIBA Europe Cup, primo successo internazionale dei Giganti, son stati confermati il sassarese Marco Spissu, gli italiani Stefano Gentile e Daniele Magro, e inizialmente anche Achille Polonara (poi accasatosi al Saski Baskonia quasi al termine della pre-season) e il canadese Dyshawn Pierre, alla terza stagione in maglia Dinamo. Non confermati invece Rashawn Thomas, Jack Cooley, Justin Carter, Jaime Smith, Tyrus McGee e Scott Bamforth, accasatisi poi rispettivamente a Partizan, Ryukyu G. Kings, Roanne, Bandırma B.İ.K., Pau-Lacq-Orthez e Budućnost. L'italo-senegalese Ousmane Diop invece è stato mandato in prestito al Basket Torino, la nuova società satellite fondata dal presidente Sardara nata dopo la chiusura della Dinamo Cagliari.
A sostituire questi giocatori sono arrivati il centro croato Miro Bilan dall'ASVEL, i lunghi americani Dwayne Evans dal Ulma e Jamel McLean dal Lokomotiv Kuban' e i piccoli Michele Vitali dall'Andorra e l'esperto statunitense Curtis Jerrells dall'Olimpia Milano. A completare il roster l'italiano Lorenzo Bucarelli, l'anno precedente nella satellite Dinamo Cagliari e Paulius Sorokas dal Spirou Charleroi.
La stagione inizia con la Supercoppa italiana disputata a Bari: oltre alla Dinamo hanno partecipato i campioni d’Italia in carica della Reyer Venezia, la Vanoli Cremona, vincitrice della Coppa Italia, dell'ex Meo Sacchetti) e i finalisti della medesima competizione, Brindisi. I sardi, dopo aver eliminato Cremona in semifinale per 101-94, vincono la loro seconda supercoppa battendo in finale la Reyer Venezia (che a sua volta aveva eliminato i pugliesi nella sua semifinale) per 83-80 dopo un tempo supplementare.
La stagione regolare del campionato inizia con un tris di vittorie: dopo l'esordio esterno a Pall. Varese arrivano le vittorie contro la V.L. Pesaro e l'Aquila Trento, le quali danno il primo posto in classifica. Alla quarta giornata però arriva uno stop casalingo a sorpresa contro Pall. Trieste. Dopo il riposo, causa campionato a 17 squadre, arrivano due vittorie contro la Pall. Cantù e la Virtus Roma, poi però nei primi due scontri diretti della stagioni, entrambi in trasferta, arrivano due sconfitte contro la Reyer Venezia di un solo punto e l'Olimpia Milano ad Assago di 12. Da lì in poi solo vittorie fino alla 16ª giornata contro la Vanoli Cremona siglando la serie positiva più lunga del campionato e garantendosi l'accesso alle Final Eight di Coppa Italia con 4 giornate d'anticipo. La partita contro i lombardi dell'ex Meo Sacchetti è stata l'ultima di un 2019 stellare per i biancoblù, con 54 vittorie tra campionato e coppe italiane ed europee e sole 17 sconfitte (più un pareggio nella vittoriosa FIBA Europe Cup.
L'inizio in Champions League è altrettanto positivo: nel girone di regular season i sassaresi sono usciti sconfitti solo alla seconda giornata nella trasferta ad Ankara contro la Türk Telekom e in casa di un solo punto contro i catalani del Manresa, ma le restanti 7 vittorie hanno garantito il primo posto al termine del 2019. Nel girone di ritorno invece la Dinamo cade solo ad Ostenda e con 11 vittorie totali, le stesse dei turchi ma con 5 punti di differenza in meno, agguanta il secondo posto e la qualificazione agli ottavi di finale.
Il 15 febbraio 2020 si disputa il quarto di finale della Final Eight di Coppa Italia. La Dinamo, arrivata seconda al termine del girone d'andata in campionato incontra la N.B. Brindisi, settima nel seed, ma quest'ultima è trascinata da un fenomenale Adrian Banks che mettendo a referto 37 punti (record di punti assoluto nella storia della manifestazione) vince per 86-81 ed elimina i sassaresi.
Il 3 marzo 2020, sfruttando le difficoltà economiche dei turchi del Bandırma B.İ.K., la società interviene sul mercato riportando a Sassari Jaime Smith, playmaker della stagione precedente. Contestualmente si interrompe il contratto con Curtis Jerrells, il quale conclude la stagione di campionato con 8.7 punti e 2.3 assist di media. Smith ha così la possibilità di essere schierato subito il giorno dopo in gara 1 di Champions League contro S.P. Burgos, persa dai sassaresi.
Tuttavia marzo è segnato dall'escalation dell'emergenza Coronavirus che colpisce violentemente il Nord Italia e che porta al progressivo lockdown in pochi giorni dell'intero Paese. Le decisioni prese dal Governo Conte II influiscono anche il mondo dello sport: con l'intera Lombardia chiusa, il 25 febbraio viene rinviata la trasferta del 1º marzo contro Pall. Cantù, mentre il 7 marzo la Dinamo va in casa della Virtus Roma a disputare l'anticipo della 24ª giornata a porte chiuse, vincendo. La Legabasket tuttavia il giorno seguente rinvia le restanti partite della giornata e il 9 marzo annuncia lo stop del campionato fino almeno al 3 aprile.
Il 10 marzo però la Dinamo si ritrova ancora a dover disputare comunque gara 2 di Basket Champions League a Burgos. La situazione in Spagna è già critica ma le misure intraprese non sono quanto quelle in Italia e seppur nello sport iberico fossero state già prese misure cautelative (nello stesso giorno si sarebbe disputato Valencia-Atalanta di Champions League di calcio a porte chiuse). La Dinamo quindi il giorno prima, chiede di poter disputare l'incontro senza spettatori al Coliseum di Burgos. Visto l'iniziale rifiuto, la società annuncia il ritiro dalla competizione e il rientro in Sardegna: in realtà si scoprirà che la squadra era comunque rimasta in albergo in attesa di notizie. La FIBA infatti si mise a mediare con le autorità spagnole e alla fine garantì la disputa del match a porte chiuse, nonostante il parere contrario dei padroni di casa. Il match fu solo per il primo quarto ad appannaggio dei sardi, poi avvenne il crollo e S.P. Burgos dominò le restanti frazioni terminando la corsa della squadra di Pozzecco in Europa agli ottavi di finale.
Questo incontro risulterà essere l'ultimo della stagione in quanto il 7 aprile 2020 la Federazione Italiana Pallacanestro annunciò la conclusione anticipata del campionato di Serie A, senza l'assegnazione del titolo e con la Dinamo al 2º posto nella regular season.

## Maglie
Per la nona stagione le divise sono firmate dalla azienda sarda EYE Sport. Per il campionato di Serie A la maglia di casa è la tradizionale bianca con inserti blu mentre quella da trasferta è blu con dettagli bianchi e blu navy. Entrambe le divise però sono impreziosite da rifiniture verde acceso con omaggi alla storia e all'identità sarda, tra cui lo scudo bianco con la bandiera arborense. Sul davanti poi, in trasparenza, il logo Dae su 1960 (in lingua sarda: Dal 1960), il claim che accompagnerà il club verso il suo sessantesimo anniversario e sulle spalle i Giganti di Monte Prama, simbolo della storia sarda.
Per la Champions League invece, per il quarto anno consecutivo di coppe europee, sono stati realizzati due kit di colore verde in omaggio allo sponsor Banco di Sardegna e al colore che esso scelse negli anni '90. Le regole della competizione FIBA permettono l'inserimento, oltre a solo un sponsor, della bandiera nazionale. La società ha scelto di inserire la Bandiera della Sardegna, invece che quella italiana, scelta simile effettuata dal Manresa e dal Saragozza (le quali hanno scelto di indossare rispettivamente la bandiera catalana e dell'Aragona invece che quella spagnola)
In occasione della Final Eight di Coppa Italia il club ha creato due kit speciali sempre a tema Sardegna, in collaborazione con l'Assessorato al Turismo della Regione Autonoma della Sardegna. Essa infatti evoca le tradizioni storiche dell’isola con la trama sarda, digitalizzazione di uno dei tipici disegni dell’artigianato tessile con i colori del logo Sardegna, riportata nel giromanica, nel girocollo e nel girovita. A impreziosire e rendere unica la maglia è la riproduzione su canotte, sovramaglie e pantaloncini delle fortificazioni nuragiche, pattern che si fonde con il camouflage. La maglia è stata declinata nella versione blu e grigia, sebbene quest'ultima non sia mai stata utilizzata in quanto la squadra è stata eliminata ai quarti di finale disputando una sola partita in maglia blu.
Sullo stesso tema identitario sono state create anche le maglie speciali per la pre-season, di colore arancione e azzurro, in onore della manifestazione culturale Autunno in Barbagia.
| Casa (Campionato) | Trasferta (Campionato) | Casa (Ch. League) | Trasferta (Ch. League) | Casa (C. Italia) | Trasferta (C. Italia) |

## Roster
| Banco di Sardegna Sassari 2019-20 | Banco di Sardegna Sassari 2019-20 |
| Giocatori                         | Staff tecnico                     |
| --------------------------------- | --------------------------------- |

| N. | Naz.                   | Ruolo | Nome                 | Anno | Alt.   | Peso   |  |
| -- | ---------------------- | ----- | -------------------- | ---- | ------ | ------ |  |
| 0  | Italia (bandiera)      | P     | Marco Spissu         | 1995 | 184 cm | 79 kg  |  |
| 1  | Stati Uniti (bandiera) | AC    | Jamel McLean         | 1988 | 203 cm | 104 kg |  |
| 2  | Croazia (bandiera)     | C     | Miro Bilan           | 1989 | 213 cm | 121 kg |  |
| 3  | Stati Uniti (bandiera) | P     | Jaime Smith          | 1989 | 190 cm | 83 kg  |  |
| 5  | Italia (bandiera)      | PG    | Marco Antonio Re     | 2000 | 188 cm | 75 kg  |  |
| 7  | Italia (bandiera)      | GA    | Lorenzo Bucarelli    | 1998 | 196 cm | 93 kg  |  |
| 8  | Italia (bandiera)      | GA    | Giacomo Devecchi (C) | 1985 | 196 cm | 88 kg  |  |
| 9  | Lituania (bandiera)    | AG    | Paulius Sorokas      | 1992 | 200 cm | 100 kg |  |
| 11 | Stati Uniti (bandiera) | AG    | Dwayne Evans         | 1992 | 201 cm | 104 kg |  |
| 15 | Italia (bandiera)      | C     | Daniele Magro        | 1987 | 208 cm | 105 kg |  |
| 21 | Canada (bandiera)      | A     | Dyshawn Pierre       | 1993 | 198 cm | 104 kg |  |
| 22 | Italia (bandiera)      | PG    | Stefano Gentile      | 1989 | 191 cm | 90 kg  |  |
| 23 | Bahamas (bandiera)     | C     | Dwight Coleby        | 1994 | 206 cm | 110 kg |  |
| 31 | Italia (bandiera)      | G     | Michele Vitali       | 1991 | 196 cm | 89 kg  |  |
| 55 | Stati Uniti (bandiera) | PG    | Curtis Jerrells      | 1987 | 185 cm | 88 kg  |  |

| Allenatore                                                                                      |
| - Gianmarco Pozzecco                                                                            |
| Assistente/i                                                                                    |
| - Edoardo Casalone - Giorgio Gerosa Legenda - (C) Capitano - (IN) Inattivo - Infortunato Roster |

1. 1 2  Rilasciato a stagione in corso.
2. 1 2  Acquistato a stagione in corso.
3. ↑  Aggregato dalle giovanili.

## Mercato

### Sessione estiva
| Acquisti | Acquisti          | Acquisti         | Acquisti      | Acquisti |
| R.       | Nome              | da               | Modalità      |          |
| -------- | ----------------- | ---------------- | ------------- | -------- |
| AP       | Lorenzo Bucarelli | Dinamo Cagliari  | fine prestito |          |
| C        | Miro Bilan        | ASVEL            | definitivo    |          |
| AG       | Dwayne Evans      | Ulma             | definitivo    |          |
| G        | Michele Vitali    | Andorra          | definitivo    |          |
| PG       | Curtis Jerrells   | Olimpia Milano   | definitivo    |          |
| AC       | Jamel McLean      | Lokomotiv Kuban' | definitivo    |          |
| AG       | Paulius Sorokas   | Spirou Charleroi | definitivo    |          |

| Cessioni | Cessioni         | Cessioni        | Cessioni       | Cessioni |
| R.       | Nome             | a               | Modalità       |          |
| -------- | ---------------- | --------------- | -------------- | -------- |
| C        | Jack Cooley      | Ryukyu G. Kings | fine contratto |          |
| AG       | Rashawn Thomas   | Partizan        | fine contratto |          |
| AG       | Ousmane Diop     | Basket Torino   | prestito       |          |
| G        | Scott Bamforth   | Budućnost       | fine contratto |          |
| GA       | Terran Petteway  | Pistoia Basket  | fine contratto |          |
| G        | Justin Carter    | Roanne          | fine contratto |          |
| P        | Jaime Smith      | Bandırma B.İ.K. | fine contratto |          |
| G        | Tyrus McGee      | Pau-Lacq-Orthez | fine contratto |          |
| AG       | Achille Polonara | Saski Baskonia  | definitivo     |          |

### Dopo l'inizio della stagione
| Acquisti | Acquisti      | Acquisti        | Acquisti        | Acquisti   |
| R.       | Nome          | da              | Data            | Modalità   |
| -------- | ------------- | --------------- | --------------- | ---------- |
| C        | Dwight Coleby | İTÜ Basket      | 20 gennaio 2020 | definitivo |
| P        | Jaime Smith   | Bandırma B.İ.K. | 3 marzo 2020    | definitivo |

| Cessioni | Cessioni        | Cessioni   | Cessioni        | Cessioni    |
| R.       | Nome            | a          | Data            | Modalità    |
| -------- | --------------- | ---------- | --------------- | ----------- |
| AC       | Jamel McLean    | Free agent | 13 gennaio 2020 | rescissione |
| P        | Curtis Jerrells | Free agent | 3 marzo 2020    | rescissione |

## Risultati

### Serie A

#### Regular season

##### Girone di andata
| Arbitri: | Paternicò (Piazza Armerina) Vita (Ancona) Borgo (Grumolo delle Abbadesse) |

|                                         |            |                                       |
| Ferrero, Vene 10 Mayo 9 Peak, Tambone 8 | Punti      | 18 Pierre 11 Gentile, Vitali 10 Evans |
| Ferrero, Mayo 2                         | Assist     | 6 Pierre                              |
| Simmons 8                               | Rimbalzi   | 8 Pierre                              |
| Attilio Caja                            | Allenatori | Gianmarco Pozzecco                    |

| Arbitri: | Attard (Priolo Gargallo) Paglialunga (Massafra) Giovannetti (Terni) |

|                               |            |                               |
| Evans 20 Gentile 14 McLean 13 | Punti      | 27 Mussini 11 Thomas 10 Drell |
| Gentile, Spissu 4             | Assist     | 6 Barford                     |
| Evans, Pierre 9               | Rimbalzi   | 7 Totè                        |
| Gianmarco Pozzecco            | Allenatori | Federico Perego               |

| Arbitri: | Filippini (San Lazzaro di Savena) Bongiorni (Pisa) Dori (Mirano) |

|                                |            |                                      |
| Knox 16 Kelly 12 A. Gentile 11 | Punti      | 14 Evans 12 McLean, Vitali 11 Pierre |
| Craft 7                        | Assist     | 6 Pierre                             |
| Craft, Kelly 5                 | Rimbalzi   | 10 Pierre                            |
| Nicola Brienza                 | Allenatori | Gianmarco Pozzecco                   |

| Arbitri: | Biggi (Cassina de' Pecchi) Bettini (Bologna) Boninsegna (Milano) |

|                                    |            |                               |
| Bilan 11 Spissu 10 Evans, Pierre 8 | Punti      | 22 Jones 10 Perić 9 Cavaliero |
| Evans, Spissu 2                    | Assist     | 3 Cavaliero, Justice          |
| Bilan 9                            | Rimbalzi   | 7 Cooke                       |
| Gianmarco Pozzecco                 | Allenatori | Eugenio Dalmasson             |

| Arbitri: | Lanzarini (Bologna) Morelli (Brindisi) Sardella (Rimini) |

|                                  |            |                             |
| Pecchia 16 Wilson 15 La Torre 13 | Punti      | 20 Bilan 16 Evans 12 Spissu |
| Clark 4                          | Assist     | 6 Spissu, Vitali            |
| Hayes 7                          | Rimbalzi   | 8 Pierre                    |
| Cesare Pancotto                  | Allenatori | Gianmarco Pozzecco          |

| Arbitri: | Lo Guzzo (Pisa) Di Francesco (Teramo) Dori (Mirano) |

|                                          |            |                                     |
| Pierre 19 Bilan 16 Spissu 13             | Punti      | 23 Kyzlink 13 Jefferson 10 Baldasso |
| Bilan, Gentile, Pierre, Spissu, Vitali 4 | Assist     | 8 Dyson                             |
| Pierre 10                                | Rimbalzi   | 7 Alibegović                        |
| Gianmarco Pozzecco                       | Allenatori | Piero Bucchi                        |

| Arbitri: | Sahin (Messina) Martolini (Roma) Bongiorni (Pisa) |

|                              |            |                            |
| Watt 12 Chappell 11 Vidmar 9 | Punti      | 16 Bilan 11 Spissu 8 Evans |
| Stone 3                      | Assist     | 4 Bilan                    |
| Watt 9                       | Rimbalzi   | 8 Pierre                   |
| Walter De Raffaele           | Allenatori | Gianmarco Pozzecco         |

| Arbitri: | Mazzoni (Grosseto) Borgioni (Roma) Brindisi (Torino) |

|                             |            |                                    |
| Evans 20 Pierre 19 Bilan 17 | Punti      | 20 Poeta 15 Upshaw 13 Johnson-Odom |
| Jerrells 7                  | Assist     | 4 Candi                            |
| Bilan, Pierre 6             | Rimbalzi   | 8 Upshaw                           |
| Gianmarco Pozzecco          | Allenatori | Maurizio Buscaglia                 |

| Arbitri: | Lanzarini (Bologna) Filippini (San Lazzaro di Savena) Galasso (Siena) |

|                                           |            |                                |
| Scola 15 Nedović 14 Della Valle, Micov 12 | Punti      | 21 Pierre 17 Bilan 13 Jerrells |
| Nedović, Rodríguez 5                      | Assist     | 3 Bilan                        |
| Tarczewski 8                              | Rimbalzi   | 8 Evans                        |
| Tom Bialaszewski                          | Allenatori | Gianmarco Pozzecco             |

| Arbitri: | Begnis (Crema) Bartoli (Trieste) Capotorto (Bari) |

|                             |            |                            |
| Evans 20 Spissu 16 Bilan 12 | Punti      | 13 Moss 11 Abass 10 Warner |
| Pierre, Spissu 4            | Assist     | 5 Sacchetti                |
| Vitali 8                    | Rimbalzi   | 7 Cain, Moss               |
| Edoardo Casalone            | Allenatori | Vincenzo Esposito          |

| Arbitri: | Paternicò (Piazza Armerina) Borgo (Grumolo delle Abbadesse) Nicolini (Palermo) |

|                               |            |                                     |
| Banks 24 Thompson 15 Ikangi 9 | Punti      | 18 Evans 17 Pierre 12 Bilan, Vitali |
| Thompson 6                    | Assist     | 2 Bilan, Jerrells                   |
| Iannuzzi 8                    | Rimbalzi   | 12 Bilan                            |
| Francesco Vitucci             | Allenatori | Gianmarco Pozzecco                  |

| Arbitri: | Sardella (Rimini) Giovannetti (Terni) Paglialunga (Massafra) |

|                                      |            |                                 |
| Bilan, Vitali 16 Gentile 15 Evans 13 | Punti      | 20 Aradori 18 Robertson 17 Sims |
| Jerrells, Spissu 4                   | Assist     | 6 Fantinelli                    |
| Evans 7                              | Rimbalzi   | 9 Sims                          |
| Gianmarco Pozzecco                   | Allenatori | Antimo Martino                  |

| Arbitri: | Sahin (Messina) Biggi (Cassina de' Pecchi) Grigioni (Roma) |

|                             |            |                                     |
| Pierre 18 Evans 17 Bilan 12 | Punti      | 22 Teodosić 12 Baldi Rossi 11 Weems |
| Spissu 5                    | Assist     | 10 Teodosić                         |
| Evans 9                     | Rimbalzi   | 10 Baldi Rossi                      |
| Gianmarco Pozzecco          | Allenatori | Aleksandar Đorđević                 |

| Arbitri: | Rossi (Anghiari) Bettini (Bologna) Dori (Mirano) |

|                             |            |                              |
| Logan 19 Parks 13 Chillo 12 | Punti      | 20 Pierre 19 Vitali 15 Bilan |
| Logan 9                     | Assist     | 5 Jerrells                   |
| Parks 6                     | Rimbalzi   | 7 Bilan, McLean              |
| Massimiliano Menetti        | Allenatori | Gianmarco Pozzecco           |

| Arbitri: | Vicino (Bologna) Borgo (Grumolo delle Abbadesse) Bongiorni (Pisa) |

|                                       |            |                                                 |
| Evans 25 Jerrells, Pierre 16 Bilan 15 | Punti      | 17 Happ 12 Richardson, Saunders 10 Akele, Sobin |
| Spissu 5                              | Assist     | 7 Ruzzier                                       |
| Evans 13                              | Rimbalzi   | 10 Saunders                                     |
| Gianmarco Pozzecco                    | Allenatori | Romeo Sacchetti                                 |

| Arbitri: | Lanzarini (Bologna) Di Francesco (Teramo) Capotorto (Bari) |

|                                         |            |                              |
| Salumu 15 Landi 14 Johnson, Petteway 11 | Punti      | 17 Bilan 15 Spissu 14 Vitali |
| Salumu 4                                | Assist     | 7 Bilan                      |
| Brandt 9                                | Rimbalzi   | 9 Evans                      |
| Michele Carrea                          | Allenatori | Gianmarco Pozzecco           |

##### Girone di ritorno
| Arbitri: | Martolini (Roma) Paglialunga (Massafra) Nicolini (Palermo) |

|                              |            |                                |
| Pierre 22 Bilan 18 Vitali 14 | Punti      | 22 Tambone 19 Clark 13 Simmons |
| Pierre 6                     | Assist     | 7 Jakovičs                     |
| Pierre 12                    | Rimbalzi   | 7 Clark                        |
| Gianmarco Pozzecco           | Allenatori | Attilio Caja                   |

| Arbitri: | Begnis (Crema) Borgioni (Roma) Belfiore (Napoli) |

|                                         |            |                              |
| Pušica 18 Eboua, Williams 15 Miaschi 13 | Punti      | 29 Pierre 16 Vitali 14 Bilan |
| Pušica 6                                | Assist     | 6 Spissu, Vitali             |
| Eboua 12                                | Rimbalzi   | 13 Pierre                    |
| Giancarlo Sacco                         | Allenatori | Gianmarco Pozzecco           |

| Arbitri: | Lanzarini (Bologna) Perciavalle (Torino) Noce (Latina) |

|                              |            |                                |
| Bilan 19 Vitali 14 Pierre 12 | Punti      | 23 Knox 13 A. Gentile 11 Kelly |
| Spissu 4                     | Assist     | 5 Forray, A. Gentile           |
| Evans 8                      | Rimbalzi   | 7 Pascolo                      |
| Gianmarco Pozzecco           | Allenatori | Nicola Brienza                 |

| Arbitri: | Mazzoni (Grosseto) Belfiore (Napoli) Bongiorni (Pisa) |

|                                   |            |                                               |
| Fernández 23 Jones 17 Mitchell 11 | Punti      | 15 Bilan, Jerrells 13 Pierre 12 Evans, Vitali |
| Fernández 3                       | Assist     | 3 Pierre                                      |
| Mitchell, Perić 8                 | Rimbalzi   | 11 Pierre                                     |
| Eugenio Dalmasson                 | Allenatori | Gianmarco Pozzecco                            |

| Sassari 1º marzo 2020 23ª giornata | Dinamo Sassari | – non disputata | Pall. Cantù | PalaSerradimigni |

| Arbitri: | Sahin (Messina) Pepponi (Assisi) Galasso (Siena) |

|                                             |            |                             |
| Alibegović, Kyzlink 17 Buford 14 Barford 13 | Punti      | 23 Evans 22 Bilan 15 Vitali |
| Kyzlink 5                                   | Assist     | 6 Spissu                    |
| Alibegović, Barford 7                       | Rimbalzi   | 13 Evans                    |
| Piero Bucchi                                | Allenatori | Gianmarco Pozzecco          |

| Sassari 11 marzo 2020, ore 20:30 CET 25ª giornata | Dinamo Sassari | – non disputata | Reyer Venezia | PalaSerradimigni |

| Reggio Emilia 15 marzo 2020, ore 18:15 CET 26ª giornata | Pall. Reggiana | – non disputata | Dinamo Sassari | PalaBigi |

| Sassari 22 marzo 2020, ore 18:15 CET 27ª giornata | Dinamo Sassari | – non disputata | Olimpia Milano | PalaSerradimigni |

| Brescia 29 marzo 2020, ore 18:15 CEST 28ª giornata | Brescia | – non disputata | Dinamo Sassari | PalaLeonessa |

| Sassari 5 aprile 2020, ore 18:15 CEST 29ª giornata | Dinamo Sassari | – non disputata | N.B. Brindisi | PalaSerradimigni |

| Bologna 11 aprile 2020, ore 18:15 CEST 30ª giornata | Fortitudo Bologna | – non disputata | Dinamo Sassari | PalaDozza |

| Bologna 13 aprile 2020, ore 18:15 CEST 31ª giornata | Virtus Bologna | – non disputata | Dinamo Sassari | PalaDozza |

| Sassari 17 aprile 2020, ore 18:15 CEST 32ª giornata | Dinamo Sassari | – non disputata | Universo Treviso | PalaSerradimigni |

| Cremona 19 aprile 2020, ore 18:15 CEST 33ª giornata | Vanoli Cremona | – non disputata | Dinamo Sassari | PalaRadi |

| Sassari 26 aprile 2020, ore 18:15 CEST 34ª giornata | Dinamo Sassari | – non disputata | Pistoia Basket | PalaSerradimigni |

### Basketball Champions League

#### Regular Season

##### Girone d'andata
| Arbitri: | Yilmaz Kukelcik Sahin |

|                             |            |                                  |
| Pierre 24 Evans 14 Bilan 10 | Punti      | 17 Šakić 11 Lipkevičius 10 Brown |
| Jerrells 5                  | Assist     | 6 Brown                          |
| Pierre 12                   | Rimbalzi   | 10 Šakić                         |
| Gianmarco Pozzecco          | Allenatori | Čanak                            |

| Arbitri: | Poursanidis Vulic Calik |

|                                        |            |                             |
| Hunter 14 Campbell, Wiltjer 12 Fall 10 | Punti      | 18 Evans 13 Pierre 9 McLean |
| Baygül, Campbell, Edge 4               | Assist     | 4 Evans, Pierre, Spissu     |
| Wiltjer 10                             | Rimbalzi   | 9 Evans                     |
| Burak Gören                            | Allenatori | Gianmarco Pozzecco          |

| Arbitri: | Krejic Gurion Fuska |

|                              |            |                                         |
| Bilan 23 Vitali 17 Pierre 15 | Punti      | 15 Thompson 10 Sylla 9 Angola, Schwartz |
| Spissu 9                     | Assist     | 6 Angola                                |
| Pierre 13                    | Rimbalzi   | 7 Sylla, Thompson                       |
| Gianmarco Pozzecco           | Allenatori | Dario Gjergja                           |

| Arbitri: | Conde Maricic Straube |

|                             |            |                             |
| Wright 30 Hornsby 15 Cel 14 | Punti      | 29 Evans 22 Spissu 16 Bilan |
| Cel, Weaver, Wright 6       | Assist     | 8 Spissu                    |
| Aminu 11                    | Rimbalzi   | 8 McLean                    |
| Sebastian Machowski         | Allenatori | Gianmarco Pozzecco          |

| Arbitri: | Zurapovic Yilmaz Vojinovic |

|                                        |            |                           |
| Jerrells 14 Pierre, Vitali 13 Evans 12 | Punti      | 21 York 13 Scrubb 9 Trice |
| Spissu 6                               | Assist     | 4 Serron, Trice           |
| Bilan 7                                | Rimbalzi   | 9 Scrubb                  |
| Gianmarco Pozzecco                     | Allenatori | Vincent Collet            |

| Arbitri: | Ciulin Mitrovski Beliakov |

|                                |            |                                                     |
| Foster 23 Pnini 20 Williams 15 | Punti      | 23 Pierre 15 Evans, Spissu 10 Bilan, McLeanJerrells |
| Caupain 6                      | Assist     | 7 Spissu                                            |
| Williams 12                    | Rimbalzi   | 10 McLean, Pierre                                   |
| Sharon Drucker                 | Allenatori | Gianmarco Pozzecco                                  |

| Arbitri: | Yilmaz Zapolski Velikov |

|                               |            |                                          |
| Evans 24Pierre 11 Jerrells 10 | Punti      | 24 Toolson 10 Kravish, Vaulet 8 Mitrović |
| Gentile, Pierre, Spissu 2     | Assist     | 7 Pérez                                  |
| Evans 10                      | Rimbalzi   | 10 Kravish                               |
| Gianmarco Pozzecco            | Allenatori | Pedro Martínez Sánchez                   |

##### Girone di ritorno
| Arbitri: | Lizska Horozov Bissuel |

|                                  |            |                              |
| Šakić 31 Lipkevičius 14 Dimša 13 | Punti      | 17 Evans 15 Pierre 14 Spissu |
| Valinskas 7                      | Assist     | 5 Spissu                     |
| Šakić 8                          | Rimbalzi   | 7 Pierre                     |
| Čanak                            | Allenatori | Gianmarco Pozzecco           |

| Arbitri: | Viator Ciulin Calik |

|                                  |            |                                  |
| Vitali 20 Jerrells 16 Gentile 15 | Punti      | 26 Campbell 25 Wiltjer 12 Hunter |
| Spissu 5                         | Assist     | 8 Fall                           |
| Bilan, Gentile, Pierre 4         | Rimbalzi   | 7 Wiltjer                        |
| Gianmarco Pozzecco               | Allenatori | Burak Gören                      |

| Arbitri: | Cici Sharapa Aunkrogers |

|                                              |            |                                                      |
| McIntosh 27 Đorđević, Mwema 14 Buysschaert 8 | Punti      | 30 Evans 10 Spissu 9 Bilan, Jerrells, Pierre, Vitali |
| van der Vuurst de Vries 6                    | Assist     | 4 Spissu                                             |
| Angola 9                                     | Rimbalzi   | 6 Bilan, Evans, Pierre                               |
| Dario Gjergja                                | Allenatori | Gianmarco Pozzecco                                   |

| Arbitri: | Conde Yilmaz Rutesic |

|                                        |            |                               |
| Vitali 20 Jerrells, Pierre16 Gentile 9 | Punti      | 20 Wright 14 Aminu 11 Hornsby |
| Sorokas, Spissu 5                      | Assist     | 5 Wright                      |
| Pierre 19                              | Rimbalzi   | 8 Aminu                       |
| Gianmarco Pozzecco                     | Allenatori | Sebastian Machowski           |

| Arbitri: | Krejic Maricic Kukelcik |

|                                      |            |                                      |
| York 21 Inglis 12 Nzeulie, Traoré 11 | Punti      | 17 Pierre, Vitali 16 Spissu 15 Bilan |
| Inglis 7                             | Assist     | 4 Pierre, Spissu, Vitali             |
| Scrubb 6                             | Rimbalzi   | 12 Pierre                            |
| Vincent Collet                       | Allenatori | Gianmarco Pozzecco                   |

| Arbitri: | Zashchuk Kalpakas Jevtovic |

|                             |            |                            |
| Evans 17 Bilan 15 Pierre 11 | Punti      | 23 Foster 17 Cline 9 Pnini |
| Jerrells, Spissu 4          | Assist     | 7 Ohayon                   |
| Evans 10                    | Rimbalzi   | 8 Foster                   |
| Gianmarco Pozzecco          | Allenatori | Stefanos Dedas             |

| Arbitri: | Glišić Mitrovski Vitkauskas |

|                                    |            |                                |
| Kravish 11 Jou, Tomàs 9 Mitrović 8 | Punti      | 14 Bilan 12 Pierre 11 Jerrells |
| Pérez 6                            | Assist     | 4 Spissu                       |
| Báez 5                             | Rimbalzi   | 8 Bilan, Pierre                |
| Pedro Martínez Sánchez             | Allenatori | Gianmarco Pozzecco             |

#### Play-off

##### Ottavi di finale
| Arbitri: | Lucis Krejic Davydov |

|                                     |            |                              |
| Spissu 17 Bilan, Evans 15 Vitali 10 | Punti      | 30 Benite 16 Clark 12 Bassas |
| Spissu 4                            | Assist     | 5 Bassas                     |
| Pierre 11                           | Rimbalzi   | 9 Rivero                     |
| Gianmarco Pozzecco                  | Allenatori | Joan Peñarroya               |

| Arbitri: | Zurapovic Viator Liszka |

|                                      |            |                                     |
| Clark 22 Bassas, Rivero 17 Benite 15 | Punti      | 24 Spissu 11 Coleby, Evans 10 Bilan |
| Bassas, McFadden 6                   | Assist     | 5 Spissu                            |
| Rivero 15                            | Rimbalzi   | 5 Spissu                            |
| Joan Peñarroya                       | Allenatori | Gianmarco Pozzecco                  |

### Coppa Italia

#### Quarti di finale
| Arbitri: | Lanzarini (Bologna) Vicino (Bologna) Bartoli (Trieste) |

|                                 |            |                                        |
| Pierre 21 Jerrells 20 Spissu 15 | Punti      | 37 Banks 14 Martin 10 Sutton, Thompson |
| Evans 5                         | Assist     | 4 Brown III                            |
| Pierre 9                        | Rimbalzi   | 8 Banks                                |
| Gianmarco Pozzecco              | Allenatori | Francesco Vitucci                      |

### Supercoppa Italiana

#### Semifinale
| Arbitri: | Baldini (Firenze) Paglialunga (Taranto) Perciavalle (Torino) |

| |            | |
| Tiby 25 Diener, Saunders 16 Mathews 11                                                                                                  | Punti      | 18 Evans 16 McLean, Spissu 13 Jerrells                                                                                 |
| Diener 5 | Assist     | 7 Spissu |
| Saunders 6 | Rimbalzi   | 9 Evans, McLean |
| 1 Saunders• 2 Mathews• 7 Diener• 13 Sobin• 22 Tiby 5 Sanguinetti• 6 Gazzotti• 10 Ruzzier• 21 De Vico• 23 Stojanović• 31 Palmi• 45 Akele | Formazioni | 0 Spissu• 2 Bilan• 11 Evans• 21 Pierre• 31 Vitali 1 McLean• 7 Bucarelli• 8 Devecchi• 15 Magro• 22 Gentile• 55 Jerrells |
| Romeo Sacchetti | Allenatori | Gianmarco Pozzecco |

#### Finale
| Bari 22 settembre 2019, ore 20:30 CEST Finale 1º-2º posto | Dinamo Sassari | 83 – 80 (d.t.s.) (22-11, 41-24, 58-48, 69-69, 83-80) referto                                                                      | Reyer Venezia | PalaFlorio |
| Jerrells 19 Pierre 14 McLean 13 Punti 19 Chappell 15 Bramos 13 Filloy McLean , Pierre , Vitali 3 Assist 3 Chappell , Stone Evans 8 Rimbalzi 7 Bramos , Watt 0 Spissu • 2 Bilan • 11 Evans • 21 Pierre • 31 Vitali 1 McLean • 7 Bucarelli • 8 Devecchi • 15 Magro • 22 Gentile • 55 Jerrells Formazioni 6 Bramos • 7 Tonut • 10 De Nicolao • 14 Vidmar • 50 Watt 3 Casarin •5 Stone • 9 Daye • 12 Filloy • 21 Chappell • 29 Pellegrino • 30 Cerella Gianmarco Pozzecco Allenatori Walter De Raffaele |                | |               |            |
| |                | |               |            |
| Jerrells 19 Pierre 14 McLean 13 | Punti          | 19 Chappell 15 Bramos 13 Filloy                                                                                                   |               |            |
| McLean, Pierre, Vitali 3 | Assist         | 3 Chappell, Stone |               |            |
| Evans 8 | Rimbalzi       | 7 Bramos, Watt |               |            |
| 0 Spissu• 2 Bilan• 11 Evans• 21 Pierre• 31 Vitali 1 McLean• 7 Bucarelli• 8 Devecchi• 15 Magro• 22 Gentile• 55 Jerrells | Formazioni     | 6 Bramos• 7 Tonut• 10 De Nicolao• 14 Vidmar• 50 Watt 3 Casarin•5 Stone• 9 Daye• 12 Filloy• 21 Chappell• 29 Pellegrino• 30 Cerella |               |            |
| Gianmarco Pozzecco | Allenatori     | Walter De Raffaele |               |            |

## Statistiche
Aggiornate al 10 marzo 2020

Fonte:
- Legabasket Serie A, su web.legabasket.it. URL consultato il 5 ottobre 2019 (archiviato dall'url originale il 5 ottobre 2019).
- FIBA Basketball Champions League, su championsleague.basketball.

### Medie
| Competizione                | G  | V  | P | Pt.  | 2PT  | 3PT  | TL   | Rimbalzi | Rimbalzi | Rimbalzi | Stop | Palle | Palle | Ass  |
| Competizione                | G  | V  | P | Pt.  | 2PT  | 3PT  | TL   | Off      | Dif      | Tot      | Stop | Perse | Rec.  | Ass  |
| --------------------------- | -- | -- | - | ---- | ---- | ---- | ---- | -------- | -------- | -------- | ---- | ----- | ----- | ---- |
| LBA Serie A                 | 21 | 16 | 5 | 85.5 | 54.9 | 41.2 | 77.3 | 11.8     | 28.1     | 39.9     | 1.5  | 14.3  | 6.3   | 16.8 |
| Basketball Champions League | 16 | 11 | 5 | 83.9 | 51.4 | 37.8 | 74.9 | 11.6     | 25.6     | 37.3     | 1.8  | 12.4  | 6.5   | 18.1 |
| Coppa Italia                | 1  | 0  | 1 | 86.0 | 41.9 | 46.4 | 68.8 | 18.0     | 25.0     | 43.0     | 1.0  | 15.0  | 8.0   | 19.0 |
| Supercoppa Italiana         | 2  | 2  | 0 | 92.0 | 49.8 | 44.0 | 76.3 | 16.5     | 24.0     | 40.5     | 1.0  | 14.0  | 6.0   | 15.5 |

### Andamento in campionato
| Giornata  | 1 | 2 | 3 | 4 | 5 | 6 | 7 | 8 | 9 | 10 | 11 | 12 | 13 | 14 | 15 | 16 | 17 | 18 | 19 | 20 | 21 | 22 | 23 | 24 | 25 | 26 | 27 | 28 | 29 | 30 | 31 | 32 | 33 | 34 |
| --------- | - | - | - | - | - | - | - | - | - | -- | -- | -- | -- | -- | -- | -- | -- | -- | -- | -- | -- | -- | -- | -- | -- | -- | -- | -- | -- | -- | -- | -- | -- | -- |
| Luogo     | T | C | T | C | - | T | C | T | C | T  | C  | T  | C  | C  | T  | C  | T  | C  | T  | C  | T  | -  | C  | T  | C  | T  | C  | T  | C  | T  | T  | C  | T  | C  |
| Risultato | V | V | V | P | - | V | V | P | V | P  | V  | V  | V  | V  | V  | V  | V  | V  | V  | P  | P  | -  | x  | V  | x  | x  | x  | x  | x  | x  | x  | x  | x  | x  |
| Posizione | 1 | 1 | 1 | 3 | 2 | 2 | 2 | 3 | 2 | 3  | 2  | 2  | 2  | 2  | 2  | 2  | 2  | 2  | 2  | 2  | 2  | 2  | x  | 2  | x  | x  | x  | x  | x  | x  | x  | x  | x  | x  |

Fonte:  Serie A – Classifica, su web.legabasket.it. URL consultato il 5 ottobre 2019 (archiviato dall'url originale il 5 ottobre 2019).
Legenda:

Luogo: C = Casa; T = Trasferta. Risultato: V = Vittoria; P = Sconfitta.
- = Turno di riposo.
x = Non disputata